# Trichotosia klabatensis
Trichotosia klabatensis är en orkidéart som först beskrevs av Rudolf Schlechter, och fick sitt nu gällande namn av Friedrich Fritz Wilhelm Ludwig Kraenzlin. Trichotosia klabatensis ingår i släktet Trichotosia och familjen orkidéer.
Artens utbredningsområde är Sulawesi. Inga underarter finns listade i Catalogue of Life.